# Rokomet na Poletnih olimpijskih igrah 1992
Rokomet na Poletnih olimpijskih igrah 1992. Tekmovanja so potekala za moške in ženske reprezentance.

## Dobitniki medalj
| Kategorija | Zlato | Srebro | Bron |
| Moški      | SNDAndrej Barbašinski Serhij Bebeško Igor Čumak Talant Dujšebajev Jurij Gavrilov Valerij Gopin Oleg Grebnjev Oleg Kiseljov Vasilij Kudinov Andrej Lavrov Igor Vasiljev Mihail Jakimovič                              | ŠvedskaMagnus Andersson Robert Andersson Anders Bäckegren Per Carlén Magnus Cato Erik Hajas Robert Hedin Patrik Liljestrand Ola Lindgren Mats Olsson Staffan Olsson Axel Sjöblad Tommy Souraniemi Tomas Svensson Pierre Thorsson Magnus Wislander | FrancijaPhilippe Debureau Philippe Gardent Denis Lathoud Pascal Mahé Philippe Médard Gaël Monthurel Laurent Munier Frédéric Perez Alain Portes Thierry Perreux Éric Quintin Jackson Richardson Stéphane Stoecklin Jean-Luc Thiébaut Denis Tristant Frédéric Volle |
| Ženske     | Južna KorejaČa Džae-Kjung Han Hjun-Sook Han Sun-Hee Hong Džeong-Ho Džang Ri-Ra Kim Hva-Sook Lee Ho-Joun Lee Mi-Joung Lim O-Kjeong Min Hje-Sook Moon Hjang-Dža Nam Eun-Joung Oh Sung-Ok Park Džeong-Lim Park Kap-Sook | NorveškaHege Kirsti Frøseth Tonje Sagstuen Hanne Hogness Heidi Sundal Susann Goksør Cathrine Svendsen Mona Dahle Siri Eftedal Henriette Henriksen Ingrid Steen Karin Pettersen Annette Skotvoll Kristine Duvholt Heidi Tjugum                     | SNDNatalija Anisimova Marina Bažanova Svetlana Bogdanova Galina Borzenkova Natalija Derjugina Tatjana Džandžgava Ljudmila Gudz Jelina Guseva Tetjana Horb Larisa Kiseljova Natalija Morskova Galina Onoprijenko Svetlana Prjahina                                 |

## Medalje po državah
| Poz    | Država       | Zlato | Srebro | Bron | Skupaj |
| 1      | SND          | 1     | 0      | 1    | 2      |
| 2      | Južna Koreja | 1     | 0      | 0    | 1      |
| 3      | Švedska      | 0     | 1      | 0    | 1      |
| 3      | Norveška     | 0     | 1      | 0    | 1      |
| 5      | Francija     | 0     | 0      | 1    | 1      |
| Skupaj | Skupaj       | 2     | 2      | 2    | 6      |